# Алексєєв Володимир Сергійович
Володимир Сергійович Алексє́єв (11 листопада 1861, Москва — 8 лютого 1939, Москва) — російський і радянський режисер музичного театру, лібретист, перекладач, театральний педагог. Заслужений артист РРФСР (1935). Брат режисера Костянтина Станіславського.

## Біографія
Народився 30 жовтня [11 листопада] 1861 року в місті Москві (нині Росія). Творчу діяльність почав у 1877 році в аматорському Алексєєвському гуртку, керованому Костантином Станіславським, був музичним керівником гуртка; здійснив в ньому постановку опери «Мікадо» Артура Саллівана. Ставив вистави в Московській приватній опері Сави Мамонтова («Філемон і Бавкіда» Шарля Гуно та інші).
У 1914—1917 роках працював у Харкові, в трупі Миколи Синельникова, драматичній студії П. І. Ільїна, Новому театрі-студії, де взяв участь у здійсненні вистав «Роза і хрест» Олександра Блока, «Плач Рахилі» В. Крашельникова. Серед учнів — Іван Юхименко.
У 1918—1939 роках — режисер і педагог Оперної студії, потім Оперного театру імені Станіславського, де викладав ритміку на основі системи Станіславського. Брав участь у постановці (разом із Костянтином Станіславським) вистав: «Царева наречена» (1926), «Травнева ніч» (1928) та «Золотий півник» (1932) Миколи Римського-Корсакова, «Богема» Джакомо Пуччині (1927), «Севільський цирульник» Джоаккіно Россіні (1933).
Помер у Москві 8 лютого 1939 року. Похований у Москві на Новодівочому цвинтарі.